# 테라폼 (소프트웨어)
테라폼(Terraform)은 HashiCorp가 개발한 오픈 소스 코드형 인프라스트럭처이다. 사용자는 HCL(HashiCorp Configuration Language)이라는 선언형 구성 언어나 선택적으로 JSON을 사용하여 데이터 센터 인프라스트럭처를 정의하고 제공한다.

## 설계
테라폼은 4가지 주요 명령이 있다:
```
$ 
terraform
 
init

$ 
terraform
 
plan

$ 
terraform
 
apply

$ 
terraform
 
destroy

```